# ماتياس أوستبيرغ
ماتياس أوستبيرغ (بالسويدية: Mattias Östberg) هو لاعب كرة قدم سويدي، ولد في 24 أغسطس 1977 في فالون في السويد. لعب مع ستوك سيتي وغايس غوتنبرغ ونادي براغي ونادي غوتبورغ ونادي نورشوبينغ ونادي هكن ونادي يورغوردينس.

## وصلات خارجية
- ماتياس أوستبيرغ على موقع الاتحاد الأوربي (الإنجليزية)
- ماتياس أوستبيرغ على موقع اتحاد السويد (السويدية)
- ماتياس أوستبيرغ على موقع قاعدة بيانات كرة القدم.إي يو (الإنجليزية)
- ماتياس أوستبيرغ على موقع Soccerway.com (الإنجليزية)